# Alberto Bueno
Alberto Bueno Calvo (Madrid, 20 marzo 1988) è un ex calciatore spagnolo, di ruolo attaccante.

## Caratteristiche tecniche
Esterno d'attacco o seconda punta, dotato di buona tecnica, può giocare anche da trequartista.

## Carriera

### Club
Dopo aver giocato con Real Madrid e Real Valladolid, nel 2010 si trasferisce in prestito al Derby County. Dall'Agosto 2013 gioca con la maglia biancorossa del Rayo Vallecano.
Il 28 febbraio 2015, in occasione della vittoria casalinga per 4-2 contro il Levante, realizza tutti i gol della propria squadra, in 16 minuti. Il suo poker diviene il quarto più veloce nella storia della Liga, dopo quelli di Bebeto, Campanal I e László Kubala.
Il 25 maggio 2015 viene ingaggiato dal Porto.

## Statistiche

### Presenze e reti nei club
Statistiche aggiornate al 13 maggio 2018.
| Stagione               | Squadra                | Campionato             | Campionato | Campionato | Coppe nazionali | Coppe nazionali | Coppe nazionali | Coppe continentali | Coppe continentali | Coppe continentali | Altre coppe | Altre coppe | Altre coppe | Totale | Totale |
| Stagione               | Squadra                | Comp                   | Pres       | Reti       | Comp            | Pres            | Reti            | Comp               | Pres               | Reti               | Comp        | Pres        | Reti        | Pres   | Reti   |
| ---------------------- | ---------------------- | ---------------------- | ---------- | ---------- | --------------- | --------------- | --------------- | ------------------ | ------------------ | ------------------ | ----------- | ----------- | ----------- | ------ | ------ |
| 2008-2009              | Real Madrid            | PD                     | 3          | 0          | CR              | 2               | 1               | CL                 | 1                  | 0                  | SS          | -           | -           | 6      | 1      |
| 2009-2010              | Real Valladolid        | PD                     | 20         | 1          | CR              | 1               | 0               | -                  | -                  | -                  | -           | -           | -           | 21     | 1      |
| 2010-2011              | Derby County           | FLC                    | 29         | 5          | FACup+CdL       | 0               | 0               | -                  | -                  | -                  | -           | -           | -           | 29     | 5      |
| 2011-2012              | Real Valladolid        | PD                     | 32+2       | 7+0        | CR              | 0               | 0               | -                  | -                  | -                  | -           | -           | -           | 34     | 7      |
| 2012-2013              | Real Valladolid        | PD                     | 33         | 5          | CR              | 2               | 1               | -                  | -                  | -                  | -           | -           | -           | 35     | 6      |
| Totale Real Valladolid | Totale Real Valladolid | Totale Real Valladolid | 85+2       | 13         |                 | 3               | 1               |                    |                    |                    |             |             |             | 90     | 14     |
| 2013-2014              | Rayo Vallecano         | PD                     | 37         | 11         | CR              | 4               | 1               | -                  | -                  | -                  | -           | -           | -           | 41     | 12     |
| 2014-2015              | Rayo Vallecano         | PD                     | 36         | 17         | CR              | 0               | 0               | -                  | -                  | -                  | -           | -           | -           | 36     | 17     |
| Totale Rayo Vallecano  | Totale Rayo Vallecano  | Totale Rayo Vallecano  | 73         | 28         |                 | 4               | 1               |                    | -                  | -                  |             | -           | -           | 77     | 29     |
| 2015-2016              | Porto                  | PL                     | 4          | 0          | CP+CdL          | 3+0             | 2+0             | UCL+UEL            | 0                  | 0                  | -           | -           | -           | 7      | 2      |
| 2016-gen. 2017         | Granada                | PD                     | 13         | 1          | CR              | 2               | 0               | -                  | -                  | -                  | -           | -           | -           | 15     | 1      |
| gen.-giu. 2017         | Leganés                | PD                     | 11         | 1          | CR              | -               | -               | -                  | -                  | -                  | -           | -           | -           | 11     | 1      |
| lug.-dic. 2017         | Porto                  | PL                     | 0          | 0          | CP+CdL          | 0               | 0               | UCL                | 0                  | 0                  | -           | -           | -           | 0      | 0      |
| Totale Porto           | Totale Porto           | Totale Porto           | 4          | 0          |                 | 3               | 2               |                    | 0                  | 0                  |             | -           | -           | 7      | 2      |
| gen.-giu. 2018         | Malaga                 | PD                     | 11         | 0          | CR              | 0               | 0               | -                  | -                  | -                  | -           | -           | -           | 11     | 0      |
| Totale carriera        | Totale carriera        | Totale carriera        | 231        | 48         |                 | 14              | 5               |                    | 1                  | 0                  |             | -           | -           | 246    | 53     |

## Palmarès

### Nazionale
- Campionato d'Europa Under-19: 1

Polonia 2006

### Individuale
- Miglior giocatore dell'Europeo Under-19: 1

Polonia 2006